# پرتره پاپ اینوسنت دهم
پُرترهٔ پاپ اینوسنت دهم (به اسپانیایی: Retrato de Inocencio X) نام یک نقاشی رنگ روغن در سبک باروک، اثر دیه‌گو ولاسکس است که در سال ۱۶۵۰ خلق شد. برخی از نامدارترین منتقدین آثار هنری، این اثر را برترین پُرتره‌ای می‌دانند که تاکنون خلق شده‌است. نسخه اصلی این تابلو در گالری دوریا پامفیلی، رُم و نسخه دوم و کوچکتر آن در موزه متروپولیتن نیویورک و ترسیم اولیه اثر در خانه اپسلی، لندن قرار دارد.
گفته می‌شود که پاپ اینوسنت دهم، با دیدن پُرترهٔ خوان دِ پارخا به قابلیت‌های والای فنی نقاش اعتماد پیدا کرد و حاضر شد تا دیه‌گو ولاسکز تابلوی او را بکشد.
فرانسیس بیکن، مجموعهٔ مشهور پاپ در حال جیغ‌کشیدن را از روی این اثر خلق کرد.